# Ільїнка (Бурятія)
Ільїнка (рос. Ильинка) — село (з 1974 по 2005 — селище міського типу) Прибайкальського району, Бурятії Росії. Входить до складу Сільського поселення Ільїнського.
Населення — 4203 особи (2015 рік).